# Confederação Geral do Trabalho (França)

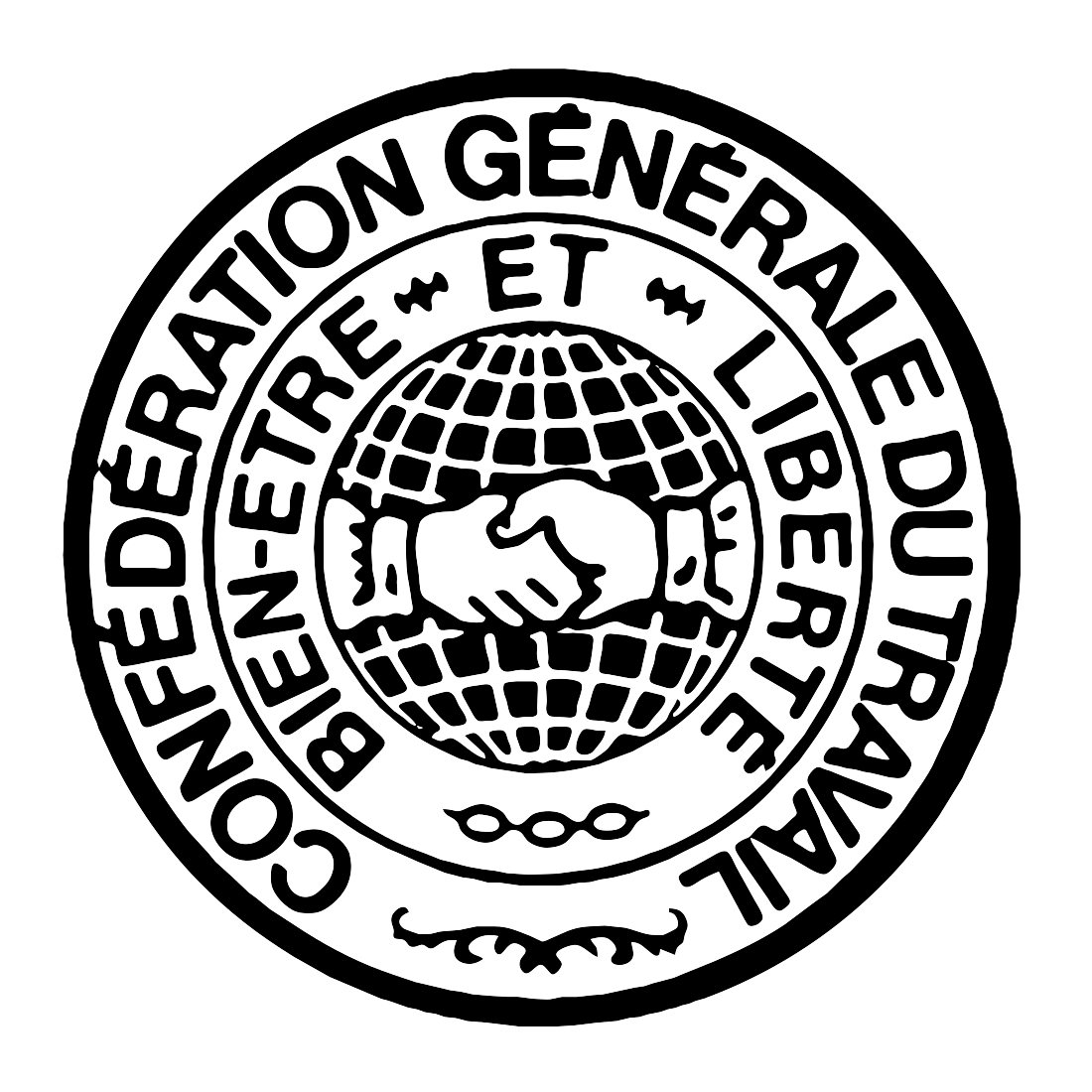
Tradicional emblema da entidade.

A Confederação Geral do Trabalho (em francês, Confédération générale du travail, CGT) é uma confederação sindical francesa criada em  23 de setembro de 1895, em Limoges. É uma das cinco confederações de sindicatos de assalariados do país reconhecidas pelo Estado e é a que obteve o maior número de sufrágios (34%) nas eleições para o Conseil de Proud'hommes de dezembro de 2008. Também obteve a maior quantidade de votos (32,1%) nas eleições profissionais de 2002 e é a segunda maior em número de filiados (700.000 a 720.000 membros).. Segundo o historiador Michel Dreyfus, a CGT vem se modificando desde os anos 1990, quando cortou os seus vínculos orgânicos com o Partido Comunista Francês e assumiu uma linha mais moderada, concentrando sua atenção nos sindicatos de trabalhadores do setor privado, sobretudo a partir da greve geral de 1995. 
A CGT é membro da Confederação Sindical Internacional (CSI) e da Confederação Europeia de Sindicatos (CES).
Seu atual secretário-geral (2015) é Philippe Martinez.